# اسکس پراپرتی
اسکس پراپرتی (انگلیسی: Essex Property) شرکت املاک آمریکایی است، که در سال ۱۹۷۱ توسط جرج ام. مارکوس تأسیس شد.